# Jean Bernard Lasserre
Pour les articles homonymes, voir Lasserre.
Jean Bernard Lasserre (né le 11 mai 1953) est un mathématicien français.

## Formation et carrière
Lasserre étudie à l'École nationale supérieure d'informatique et de mathématiques appliquées (ENSIMAG) à Grenoble qui lui délivre un diplôme d'ingénieur en 1976, puis à l'université Paul-Sabatier à Toulouse, où il obtient son doctorat de 3e cycle en 1978 avec une thèse intitulée  Étude de la planification à moyen terme d'une unité de fabrication; il soutient enfin une thèse d'État en 
1984. Il a ensuite effectué des recherches pour le Centre national de la recherche scientifique (CNRS). Il est directeur de recherche au Laboratoire d'analyses et d'architecture des systèmes (LAAS) du CNRS à Toulouse et également à l'Institut de mathématiques de l'Université de Toulouse. 
Il a été chercheur invité à l'Université de Californie à Berkeley en 1978-1979 et 1985-1986 et à l'Université Stanford, au Massachusetts Institute of Technology, Mathematical Sciences Research Institute (MSRI), en Australie, au Canada (Fields Institute, Université de la Colombie-Britannique), au Mexique, à Leyde et à Amsterdam.
C'est également un grand amateur de moto.

## Travaux
Jean Bernard Lasserre s'intéresse à l'optimisation, à la théorie des probabilités, à la géométrie algébrique réelle, à la recherche opérationnelle et aux mathématiques appliquées. Il est un pionnier dans le domaine de l'optimisation polynomiale globale  (Optimisation sur les polynômes sommes de carrés, hiérarchie de Lasserre). Un point important ici est la possibilité d'approcher des polynômes non négatifs par des polynômes qui sont des sommes de carrés. Ce résultat de géométrie algébrique réelle est dû initialement à Mihai Putinar, chercheur au département de mathématiques de l'Université de Californie à Santa Barbara.  Plus tard, la hiérarchie de Lasserre s'est montrée également efficace pour résoudre numériquement des problèmes de commande optimale d'équations aux dérivées ordinaires non-linéaires  ou encore la résolution numérique de lois de conservation non-linéaire. 

## Prix et distinctions
En 2015, il a reçu le prix de théorie John-von-Neumann, conjointement avec Václav Chvátal pour leurs travaux sur l'optimisation convexe, en particulier le rang de Chvatal, et la hiérarchie de Lasserre (en).
En 2015 également il a reçu le prix Khachiyan décerné par la société d'optimisation d'INFORMS et en 2009 le prix Lagrange de la SIAM et de la société d'optimisation mathématique. Il est membre de SIAM (2014) et a reçu une subvention ERC Advanced en 2014.
Il est conférencier invité au congrès international des mathématiciens à Rio de Janeiro en 2018.

## Publications
Livres : 
- An Integrated Approach in Production Planning and Scheduling, notes de cours sur l'économie et les systèmes mathématiques, Springer, Berlin 1994
- Markov Control Processes: Basic Optimality Criteria, Springer, New York, 1996
- Further Topics in Markov Control Processes, Springer, New York, 1999
- Markov Chains and Invariant Probabilities, Birkhauser, 2003.
- Linear & Integer Programming vs Linear Integration and Counting, Springer, New York, 2009.
- Moments, Positive Polynomials and Their Applications, Imperial College Press, Londres, 2009
- Modern Optimization Modelling Techniques, Springer, New York, 2012
- An Introduction to Polynomial and Semi-Algebraic Optimization, Cambridge University Press, Cambridge, Royaume-Uni, 2015

Articles scientifiques (sélection) : 
- « Global Optimization with Polynomials and the Problem of Moments », SIAM Journal on Optimization, vol. 11, no 3,‎ 2001, p. 796–817 (ISSN 1052-6234, DOI 10.1137/S1052623400366802)
- « A semidefinite programming approach to the generalized problem of moments », Mathematical Programming, vol. 112, no 1,‎ 2007, p. 65–92 (ISSN 0025-5610, DOI 10.1007/s10107-006-0085-1)
- « A Sum of Squares Approximation of Nonnegative Polynomials », SIAM Review, vol. 49, no 4,‎ 2007, p. 651–669 (DOI 10.1137/070693709) — Article paru auparavant avec le même titre dans  SIAM Journal on Optimization volume 16, numéro 3, 2006, 751-765